# Князі Пінські
Список князів Пінських — список князів, які правили Пінським князівством. У статті перераховані князі, поділені за династією та періодом правління.

## Перші князі
Перший самостійний князь Турівського князівства Юрій Ярославич помер у 1167—1170 роках, ймовірно, він поділив Турівське князівство між своїми синами. Іван став князем Турівським, Святополк — Пінським, Ярослав — Клецьким, Гліб — Дубровицьким, Ярополк — Городецьким, відтоді в Турівському князівстві починається феодальна роздробленість.
Другий син Юрій Ярославич — Святополк Юрійович, який отримав в уділ Пінське князівство, ставши родоначальником пінської гілки Ізяславичів. Пізніше Пінськ, як друге місто Турівської землі, перейшов до другого під головуванням Юрійвича. Починаючи з Володимира Святополковича, сина Святополка Юрійовича, у Пінську засновано власну гілку Ізяславської династії, і Пінськ посідає перше місце на Турівщині за значенням і силою.

## Список пінських князів
Ізяславичі

1. Святополк Юрійович (1157–1170)
2. Ярослав Юрійович (1170–1190)
3. Ярополк Юрійович (1190–1204)
4. Володимир Святополкович (1204–1223)
5. Ростислав Святополкович (1223–1228)
6. Володимир Володимирович (1228–1229)
7. Ростислав Святополкович (1229–1232)
8. Михайло Володимирович (1232–1247)
9. Федір Володимирович (1247–1262)
10. Юрій Володимирович (1262–1290)
11. Демид Володимирович (1290–1292)
12. можливо, Ярослав Юрійович (Пінський князь) (із 1292 р.)
13. можливо Василь Ярославич (Пінський князь) (до 1318 р.)
Гедиміновичі
14. Наримунт-Гліб Гедиміновичі (1320–1348)
15. Василь Наримонтович (1348—1390)
16. Федір Васильович Наримонтович (1390—1398)
17. Юрій Наримунтович (до 1398—до 1410)
18. Олександр Ніс (до 1410—після 1435)
19. Сигізмунд Кейстутович (після 1435–1440), як і великий князь литовський
20. Казимир Ягеллончик (1440–1452), як великий князь литовський
21. Юрій Семенович Наримонтович (1452—1470)
наданням королем Казимиром
22. Марія Янівна Гаштольд (1471–1501)
23. Федір Іванович Ярославич (1501–1522), як зять і привілеєм батька короля

1522 — скасування уділу